# Plutorectis boisduvali
Plutorectis boisduvali är en fjärilsart som beskrevs av John Obadiah Westwood 1854. Plutorectis boisduvali ingår i släktet Plutorectis och familjen säckspinnare. Inga underarter finns listade i Catalogue of Life.